# Anacanthobatis longirostris
Espèce
Statut de conservation UICN

 DD  : Données insuffisantes
Anacanthobatis longirostris est une espèce de raie.